# Де Лука, Винченцо
Винченцо Де Лука (итал. Vincenzo De Luca) — государственный и политический деятель Италии. Член Демократической партии Италии, с июня 2015 года является президентом Кампании.

## Биография
Родился 8 мая 1949 года в Руво-дель-Монте, область Базиликата. В молодости вместе с родителями переехал в Салерно, где окончил факультет философии в Университете Салерно. В студенчестве стал интересоваться политикой, вступил в Итальянскую коммунистическую партию, стал работать над решением проблемных вопросов сельского хозяйства в провинции Салерно.
В 1990 году избран в городской совет Салерно, занимал должности советника по общественным работам и заместителя мэра города. В 1993 году становится мэром города, переизбран на должность в 1997, 2006 и 2011 годах. В 2001 году участвовал в парламентских выборах в Италии, по результатам которых стал членом Палаты депутатов. Входил в комиссию по ликвидации чрезвычайных ситуаций, комиссию по транспорту и телекоммуникациям, а также в комиссию по сельскому хозяйству.
В январе 2013 года итальянская газета Il Sole 24 Ore организовала опрос населения Италии, по результатам которого Винченцо Де Лука был признан самым популярным мэром страны. В конце 2014 года заявил об участии в выборах президента Кампании от Демократической партии, победил с результатом 52 % голосов. 18 июня 2015 года стал президентом Кампании.